# اسکریپس-بوث
اسکریپس-بوث (انگلیسی: Scripps-Booth) شرکت خودروسازی آمریکایی بود، که در سال ۱۹۱۳ توسط جیمز اسکریپس بوث تأسیس شد.